# ديفيد هوكينز (كرة سلة)
ديفيد هوكينز (بالإنجليزية: David Hawkins)‏ مواليد 28 أكتوبر 1982 في واشنطن العاصمة، هو لاعب كرة سلة أمريكي. بدأ مسيرته الاحترافية في سنة 2004. يبلغ طوله 6 قدم 4.75 بوصة (1.9 م).

## المسيرة الاحترافية
لعب مع سباستياني باسكت رييتي في الدوري الإيطالي في موسم 2004–2005، ثم لعب مع فيرتوس روما من سنة 2005 إلى 2008، ثم لعب مع أولمبيا ميلانو في الدوري الإيطالي في موسم 2008–2009، ثم لعب مع منز سانا 1871 باسكت في موسم 2009–2010، ثم لعب مع أولمبيا ميلانو في الدوري الإيطالي في موسم 2010–2011، ثم لعب مع بشكتاش لكرة السلة في الدوري التركي في موسم 2011–2012، ثم لعب مع غلطة سراي لكرة السلة في موسم 2012–2013.

## روابط خارجية
- ديفيد هوكينز على موقع الدوري الأوروبي لكرة السلة (الإنجليزية)
- ديفيد هوكينز على موقع كرة السلة الأوروبية.كوم (الإنجليزية)
- ديفيد هوكينز على موقع كلية كرة السلة في سبورتس رفرنس.كوم (الإنجليزية)
- ديفيد هوكينز على موقع ريلجم (الإنجليزية)
- ديفيد هوكينز على موقع بروبوليرز (الإنجليزية)
- ديفيد هوكينز على موقع سبورتس رفرنس (الإنجليزية)